# Frans van der Veen (voetballer)
Franciscus Christian van der Veen (Almelo, 25 maart 1919 - Almelo, 4 mei 1975) was een Nederlands voetballer.

## Clubvoetbal
Van der Veen, die Frans, Frens of Freek genoemd werd, speelde als aanvaller bij Heracles waarmee hij in 1941 Nederlands kampioen werd. Hij verhuisde naar Hoorn en kwam kort uit voor derdeklasser HVV Hollandia. Voor zijn werk was hij doordeweeks nog in Almelo en hij wilde begin 1942 wederom voor Heracles gaan spelen. Dit kwam niet rond en nadat hij naar Venlo verhuisd was, ging hij bij VVV spelen. Van der Veen keerde in 1948 terug bij Heracles.
In 1953 was hij de spil in een schandaal over schending van de amateurbepalingen, omdat hij in zijn tijd bij VVV een compensatie gekregen had. In eerste instantie kreeg hij een schorsing van vijf jaar, maar die werd begin 1954 teruggebracht naar één jaar. Daarnaast kreeg hij van de KNVB nog een half jaar schorsing voor een incident tijdens een wedstrijd van Heracles tegen Haarlem wat hem niet eerder medegedeeld was. Ook zes bestuursleden van VVV kregen straffen. Hij ontliep een deel van zijn schorsing door voor Twentse Profs in de NBVB te gaan spelen. Na het samengaan van beide bonden en de officiële start van het betaald voetbal in Nederland verviel het resterende deel van de schorsing en speelde hij nog kort voor De Graafschap. Ook zijn broer Jacques was voetballer en zij speelden samen bij Heracles, VVV en Twentse Profs.

### Carrièrestatistieken
| Seizoen | Club          | Land      | Competitie        | Competitie | Competitie | Beker | Beker | Internationaal | Internationaal | Overig | Overig | Totaal | Totaal |
| Seizoen | Club          | Land      | Competitie        | Wed.       | Dlp.       | Wed.  | Dlp.  | Wed.           | Dlp.           | Wed.   | Dlp.   | Wed.   | Dlp.   |
| ------- | ------------- | --------- | ----------------- | ---------- | ---------- | ----- | ----- | -------------- | -------------- | ------ | ------ | ------ | ------ |
| 1954/55 | Twentse Profs | Nederland | NBVB (Afgebroken) | –          | 0          | –     | –     | –              | –              | 0      | 0      | –      | 0      |
| 1954/55 | De Graafschap | Nederland | Eerste klasse D   | –          | 0          | –     | –     | –              | –              | 0      | 0      | –      | 0      |

## Interlandvoetbal
Tussen 1938 en 1940 speelde hij in totaal acht keer voor het Nederlands voetbalelftal, waarbij hij één doelpunt maakte. Hij zat ook in de selectie voor het wereldkampioenschap voetbal in 1938. Van der Veen wordt als de beste voetballer uit de Heracles historie beschouwd.

## Interlandstatistieken
| Interlands van Frans van der Veen | Interlands van Frans van der Veen | Interlands van Frans van der Veen | Interlands van Frans van der Veen | Interlands van Frans van der Veen | Interlands van Frans van der Veen |
| №                                 | Datum                             | Wedstrijd                         | Uitslag                           | Competitie                        | Goals                             |
| Als speler van Heracles           | Als speler van Heracles           | Als speler van Heracles           | Als speler van Heracles           | Als speler van Heracles           | Als speler van Heracles           |
| --------------------------------- | --------------------------------- | --------------------------------- | --------------------------------- | --------------------------------- | --------------------------------- |
| 1                                 | 21 mei 1938                       | Nederland – Schotland             | 1 – 3                             | Vriendschappelijk                 | 0                                 |
| 2                                 | 5 juni 1938                       | Tsjecho-Slowakije – Nederland     | 3 – 0                             | WK 1938                           | 0                                 |
| 3                                 | 23 oktober 1938                   | Denemarken – Nederland            | 2 – 2                             | Vriendschappelijk                 | 1                                 |
| 4                                 | 26 februari 1939                  | Nederland – Hongarije             | 3 – 2                             | Vriendschappelijk                 | 0                                 |
| 5                                 | 19 maart 1939                     | België – Nederland                | 5 – 4                             | Vriendschappelijk                 | 0                                 |
| 6                                 | 23 april 1939                     | Nederland – België                | 3 – 2                             | Vriendschappelijk                 | 0                                 |
| 7                                 | 7 mei 1939                        | Zwitserland – Nederland           | 2 – 1                             | Vriendschappelijk                 | 0                                 |
| 8                                 | 17 maart 1940                     | België – Nederland                | 7 – 1                             | Vriendschappelijk                 | 0                                 |